# Domenico Cefalù
Domenico "Italian Dom" Cefalù (pronúncia italiana: [doˈmeniko tʃefaˈlu]; Palermo, 1947) também conhecido como "Greaseball", "Dom and Cheese" e "Dom da 18th Avenue" é o antigo chefe da família criminosa Gambino e líder influente da facção siciliana da organização.

## Biografia
Cefalù nasceu em Palermo, na Sicília, em 1947.  Depois de se mudar para os Estados Unidos, Cefalù se envolveu no crime organizado e começou a contrabandear heroína para a família criminosa Gambino. Em 1982, ele foi condenado por contrabando de heroína e cumpriu seis anos de prisão.  Em 1991, o chefe de Gambino, John Gotti, fez de Cefalù um homem feito, ou membro de pleno direito, na família Gambino.  Cefalù era um membro da grupo siciliano " Zip " liderado pelo capitão Pasquale Conte e operava nos bairros do Queens e Brooklyn.
Em 1992, um júri de Nova York convocou Cefalù para testemunhar em uma investigação de Conte. Depois de responder a algumas perguntas, Cefalù recusou-se a testemunhar. O juiz condenou Cefalù a 18 meses de prisão por desprezo civil. Em 23 de fevereiro de 1993 Cefalù foi convocado novamente para testemunhar no julgamento de Conte, e mais uma vez se recusou a falar. Em 6 de fevereiro de 1994, Cefalù foi libertado da prisão. No entanto, em 6 de fevereiro de 1994 Cefalù foi indiciado por desprezo criminal por se recusar a testemunhar no julgamento de Conte.  Em 1996, condenado por desprezo criminal, o tribunal condenou Cefalù a 33 meses de prisão.
Em 2005, Cefalù foi nomeada família vice-chefe pelo ex-aliado de John Gotti, Jackie D'Amico. Uma de suas principais responsabilidades era supervisionar a facção siciliana da família Gambino.
Em 7 de fevereiro de 2008, Cefalù foi indiciado por múltiplas acusações de conspiração de extorsão e extorsão como parte da investigação da Operação Ponte Velha da família Gambino. As acusações de extorsão vieram da indústria de caminhões, que retira sujeira escavada de projetos de construção.  Cefalù aceitou um acordo da acusação em troca de uma confissão que poderia ter resultado em seus gastos de até três anos de prisão.  Cefalù foi condenado a 24 meses de prisão.  Em 3 de novembro de 2009, Cefalù foi libertado da prisão federal.  Cefalù atualmente reside em Bensonhurt, Brooklyn, e vive com sua mãe.  Seu emprego legítimo é como vendedor de uma padaria.
Em julho de 2011, Cefalù tornou-se o chefe oficial da família criminosa Gambino. Sua ascensão foi vista como um retorno à maneira antiquada de administrar uma família da máfia. Ele substituiu Peter Gotti, que havia sido condenado à prisão perpétua em 2002, enquanto uma série de chefes interinos era usada para administrar a família. Isso também marcou o fim da era John Gotti da família Gambino. Durante sua liderança, ele permaneceu em grande parte fora do radar da aplicação da lei e da vigilância da imprensa. Cefalù perdeu seu posto em 2015, presumivelmente devido à idade avançada, e seu vice-chefe, Frank Cali, foi promovido a chefe da família Gambino.